# Objectif 82
 (mai 2024).
La mise en forme du texte ne suit pas les recommandations de Wikipédia : il faut le « wikifier ».
Les points d'amélioration suivants sont les cas les plus fréquents :
- Les titres sont pré-formatés par le logiciel. Ils ne sont ni en capitales, ni en gras.
- Le texte ne doit pas être écrit en capitales (les noms de famille non plus), ni en gras, ni en italique, ni en « petit »…
- Le gras n'est utilisé que pour surligner le titre de l'article dans l'introduction, une seule fois.
- L'italique est rarement utilisé : mots en langue étrangère, titres d'œuvres, noms de bateaux, etc.
- Les citations ne sont pas en italique mais en corps de texte normal. Elles sont entourées par des guillemets français : « et ».
- Les listes à puces sont à éviter, des paragraphes rédigés étant largement préférés. Les tableaux sont à réserver à la présentation de données structurées (résultats, etc.).
- Les appels de note de bas de page (petits chiffres en exposant, introduits par l'outil «  Source ») sont à placer entre la fin de phrase et le point final[comme ça].
- Les liens internes (vers d'autres articles de Wikipédia) sont à choisir avec parcimonie. Créez des liens vers des articles approfondissant le sujet. Les termes génériques sans rapport avec le sujet sont à éviter, ainsi que les répétitions de liens vers un même terme.
- Les liens externes sont à placer uniquement dans une section « Liens externes », à la fin de l'article. Ces liens sont à choisir avec parcimonie suivant les règles définies. Si un lien sert de source à l'article, son insertion dans le texte est à faire par les notes de bas de page.
- La présentation des références doit suivre les conventions bibliographiques. Il est recommandé d'utiliser les modèles {{Ouvrage}}, {{Chapitre}}, {{Article}}, {{Lien web}} et/ou {{Bibliographie}}. Le mode d'édition visuel peut mettre en forme automatiquement les références.
- Insérer une infobox (cadre d'informations à droite) n'est pas obligatoire pour parachever la mise en page.

Pour une aide détaillée, merci de consulter Aide:Wikification.
Si vous pensez que ces points ont été résolus, vous pouvez retirer ce bandeau et améliorer la mise en forme d'un autre article.
Objectif 82 désignait une plateforme associative réunissant 73 organisations belges et issues de l’immigration. Elle est créée en 1977 à Bruxelles et a pour but d’œuvrer pour les droits civils et politiques des étrangers en Belgique.

## Contexte Historique

### L'après guerre
La Belgique a été relativement préservée des destructions de la Seconde Guerre mondiale et a rapidement retrouvé son dynamisme économique grâce à l'absence de combats majeurs sur son territoire. Cette situation a contrasté avec celle de ses voisins, tels que la France et l'Allemagne, qui ont dû se reconstruire après la guerre. La reprise économique belge a créé un besoin crucial de main-d'œuvre, comblé initialement par l'emploi de prisonniers allemands. Cependant, avec leur rapatriement imposé par les accords de Genève, la Belgique a souffert d'une pénurie de travailleurs, notamment dans le secteur minier. Bien que l'industrie belge ait temporairement répondu à la demande européenne, notamment lors de la "Bataille du charbon", le manque de modernisation des infrastructures minières a découragé les travailleurs belges d'y travaille.

### L'avènement de l'immigration organisée
Ces circonstances ont conduit à la signature d'accords bilatéraux avec plusieurs pays d’Europe et d’Afrique du Nord dès la fin de la 2ème guerre mondiale pour pallier le manque de main-d'œuvre, dans le cadre d’une immigration de travail organisée. Ce fut d’abord l’Italie en  1946, qui envoya des travailleurs sans discontinuer jusqu’en 1956, année de la catastrophe du bois du Cazier, puis l’Espagne à partir de la même année, la Grèce en 1957 et enfin le Maroc et la Turquie en 1964.
À cette époque, tant du point de vue des migrants que du gouvernement belge, il était entendu que la main-d'œuvre étrangère retournerait ultimement dans son pays d'origine. Par conséquent, aucune mesure d'accueil à long terme n'était envisagée, ce qui a engendré certaines difficultés.

### Complications dans les années 70 et développements
Dans les années 1970, l'économie belge subit un ralentissement sévère, exacerbé par le choc pétrolier de 1973. Cette période de crise touche particulièrement les travailleurs immigrés, qui sont souvent employés sans permis de travail, devenant ainsi des travailleurs clandestins exploités par leurs employeurs. Cette situation suscite des protestations.
En août 1974, le gouvernement belge décide de mettre fin à l'immigration et accepte de régulariser la situation de 8 500 clandestins. Cette décision est considérée comme une victoire du combat syndical pour la reconnaissance des clandestins et de la solidarité entre travailleurs. Cette décision marque la fin de la politique de recrutement systématique à l'étranger, mais l'arrivée d'étrangers en Belgique se poursuit principalement par le regroupement familial ou en vertu du droit européen de la libre circulation des travailleurs. À mesure que l'Europe s'agrandit, le nombre de bénéficiaires de ce droit augmente également.
Malgré les efforts des syndicats pour s'opposer à ces restrictions, notamment en critiquant les projets visant à limiter le regroupement familial, de nouvelles lois sont adoptées pour restreindre l'octroi des autorisations d'occupation et des permis de travail aux travailleurs étrangers. En 1983, la loi "Gol" limite le regroupement familial et encourage le retour au pays d'origine, tandis que la réforme du Code de la nationalité facilite la naturalisation. Des mesures touchent aussi l'accès à l'éducation (notamment pour le minerval plus élevé des étudiants étrangers) et confèrent à certaines communes le pouvoir de limiter le séjour des étrangers. Les syndicats dénoncent une politique xénophobe et organisent des manifestations. En 1985, une loi controversée offre une prime de retour aux immigrés au chômage depuis plus d'un an.
Avec le soutien des organisations syndicales, les premiers Conseils consultatifs communaux pour les immigrés voient le jour, offrant une première occasion de participation politique des immigrés au niveau local. Bien qu'initialement prometteurs, ces conseils rencontrent des obstacles : les autorités communales les sollicitent rarement, réduisant ainsi leur impact. De plus, ils sont perçus comme temporaires. Malgré leur nombre, les travailleurs étrangers ne bénéficient du droit de vote qu'aux élections sociales depuis 1971, malgré leur poids démographique parfois important dans les communes (10 à 30%)

## Formation du collectif Objectif 82
Dans la lignée des mouvements de protestation des étudiants dans les années 70, les deux principales organisations syndicales, la FGTB et la CSC, décident de créer le CLOTI, le Comité de Liaison des Organisations des Travailleurs Immigrés, en collaboration avec toutes les organisations représentant les travailleurs immigrés. Fondé sur une ligne antifasciste et progressiste, le CLOTI intensifie les revendications en faveur des droits des travailleurs immigrés. Ils estiment que si ceux-ci ont des devoirs, comme contribuer financièrement aux besoins de la société, ils doivent également avoir des droits.
Face à l'échec des conseils consultatifs communaux, les deux syndicats, rejoints par quatre-vingt-cinq autres associations, lancent le collectif Objectif 82 en 1977.

### Objectifs et mission
La journée du 3 décembre 1977, date marquant la fondation du collectif, intitulée « Belges et immigrés luttons. 1982, droit de vote pour tous et dans l’immédiat, loi contre le racisme » vise trois objectifs différents : l’octroi d’un véritable statut juridique, le droit de vote et d'éligibilité aux élections communales, et l’instauration d’une loi réprimant tout acte raciste. 
Le collectif soutient que "ces trois revendications sont indissolublement liées. L'exercice des droits politiques au niveau communal est impossible si l'immigré peut être renvoyé ou expulsé hors du Royaume ou s'il est impunément victime de racisme, d'exclusions et d'expulsions, qu'il ne pourra faire appel aux représentants qu'il aura aidés à élire".

### Motivations
L'organisation insiste principalement sur la nécessité pour la Belgique de concentrer ses efforts sur une intégration complète des immigrés, en particulier ceux qui y sont établis et travaillent depuis longtemps et des générations à venir. Elle souhaite une égalité totale en matière de droits civils et politiques et souligne également l'évolution constante du lien entre l'immigration et la vie économique, affirmant que les immigrés contribuent à l’économie et la démographie belge. Elle considère également que l’immigration est un phénomène structurel et définitif et qu’il ne peut pas être cité comme la cause des crises économiques et du chômage des années 1970.
Les syndicats maintiennent eux également deux demandes principales : élargir la citoyenneté en accordant le droit de vote et garantir le droit de séjour. Ils soulignent l’importance de mettre fin à l'insécurité juridique dans laquelle vivent les travailleurs immigrés. Ils estiment qu’une "réforme fondamentale de la législation sur le séjour des étrangers" est nécessaire, afin d'ancrer dans des dispositions législatives les droits et les obligations des étrangers. L’action d’Objectif 82 se traduit comme une réponse aux événements et à la loi Gol.
Les militants de la CSC (confédération des syndicats chrétiens) soutiennent pour leur part que « leur contribution à la prospérité économique de ce pays doit être considérée comme la source des droits leur permettant d'accéder à la promotion professionnelle et sociale de leur pays d'accueil ».
Le collectif fonde également ses revendications au regard de l'histoire de la démocratie et du suffrage universel. Outre l’argumentaire démocratique, il intègre des arguments liés à l'identité politique des organisations que le collectif mobilise. "Nous poursuivons les luttes menées antérieurement pour abolir toute forme de discrimination".

## Acteurs
La plateforme a pour objectif de réunir un large éventail d'organisations, qu'elles soient nationales ou locales, religieuses ou laïques, belges ou issues de l'immigration. Parmi ces groupes, on compte des associations telles que les ACLI, l'Association des travailleurs marocains en Belgique et le Centre Culturel Turc, Fédération Italienne des travailleurs Immigrés et Famille, Solidarités Étudiants Étrangers.
En outre, des partis politiques comme le Parti Communiste Espagnol ou le Parti Socialiste Grec et la démocratie chrétienne d’Italie participent également à ce collectif. Parmi les autres membres figurent des organisations telles qu'Oxfam, le MRAX, des groupes féministes, ainsi que le Conseil de la jeunesse catholique.
Les membres du collectif incluent également des personnes individuelles comme des intellectuels spécifiques, des militants actifs, des entrepreneurs moraux et de protestation.

### Intellectuels spécifiques
François Rigaux est un intellectuel spécifique. Juriste et spécialisé en droit international privé, il fut appelé par les étudiants afin qu’il mette son savoir et ses compétences au service du mouvement.

### Militants actifs
Les militants actifs se composent essentiellement d’immigrés, qu’ils soient engagés individuellement ou collectivement par le biais d’organisations. Divers groupes coexistent :
- Les immigrés syndiqués (ex : A. Lastra, M. Adorasio, M. Yanneredis, A. Cherradi, N. Karaman, M. Boukantar, J. Ledo, etc.).
- Les immigrés politiques (ex : les représentants des partis et des CCII - comité de coordination de l’intégration des immigrants).
- Les immigrés associatifs (ex : les représentants du Garcia Lorca, le Leonardo da Vinci, le CASI, etc.).
- Les prêtres (ex : A. Gabbiadni, C. Pelegrini, F. Dassetto, etc.).

### Entrepreneurs moraux
Ils rassemblent tous ceux qui, soit à titre personnel, soit au nom d’une association qu’ils soutiennent et portent des revendications en faveur des immigrés. Parmi eux, on retrouve Y. Jospa pour le MRAX, M. de Kock pour la Ligue pour la défense des droits de l’homme, ainsi que de nombreux prêtres (du côté francophone E. Sevroz, L. Uythenbroeck, J-P. Dupont, P. Massart, etc. et du côté flamand J. Ulburgs, J. Leman, etc.).

### Entrepreneurs de protestation
Les entrepreneurs de protestation constituent la quatrième catégorie de membres au sein du collectif. Ils sont composés majoritairement de militants d'extrême gauche, notamment des maoïstes qui ont joué un rôle important lors des premiers soutiens à la grève de la faim de 1974. Cependant, leur participation est occasionnelle. Ils interviennent lors de la planification d’une action ou lorsqu’un événement particulier se produit.

## Actions
Objectif 82 est structuré en plusieurs fédérations réparties dans toute la Belgique francophone. (Mons-Borinage, Namur, etc.). Il détermine ses actions et établit son calendrier lors de réunions périodiques regroupant des associations, des partis politiques et des acteurs de la société civile. Les réunions servent aussi d’état des lieux de la situation sociale et économique des immigrés et d’endroit où formuler des revendications. Étant donné la diversité des associations qui composent le collectif, la gamme de leurs actions est tout aussi variée. On note des expositions, des vernissages, des concerts, des fêtes de quartier, des débats, des soirées d'information et des manifestations.
En avril 1980, le collectif organise des campagnes de sensibilisation dans la province de Namur afin d’interpeller les élus sur la nécessité du droit de vote des étrangers, incluant des soucis de représentativité. Un spectacle-concert est donné à Namur retraçant le destin d’immigrés et leur lutte pour leurs droits. Le mouvement note néanmoins que les sièges réservés aux partis traditionnels tels que le PS, le PRL et le RW restent vides et que le seul parti représenté au sein du collectif est le PCB. Ce dernier demande en outre un front plus large de mobilisation pour lutter contre les discriminations.
De nombreuses conférences de presse sont également organisées dans diverses communes wallonnes afin de visibiliser le mouvement. Cependant, les militants se heurtent parfois au refus des bourgmestres d'autoriser leur installation dans les structures communales. Des tracts de pétitions sont également distribués publiquement, ce qui permet de récolter un nombre important de signatures venant souvent de personnes de milieux sociaux différents.
Le Centre National des Équipes Populaires, une association de travailleurs immigrés sous l’égide du mouvement ouvrier chrétien et membre d'Objectif 82, produit un montage audiovisuel en 1981 pour promouvoir sa cause, diffusé à plus de cent reprises en Belgique. Il met également l'accent sur les défis auxquels sont confrontés les enfants immigrés à l'école, en sollicitant leur avis par le biais d'une enquête. Les questions portent sur les motivations des parents immigrés à scolariser leurs enfants, les types et causes des difficultés rencontrées, ainsi que des suggestions pour améliorer la situation.
En 1982, Objectif 82 se coordonne pour lutter contre les préjugés racistes et xénophobes dans la campagne électorale pour les élections communales dans la région bruxelloise. Elle déplore l’instrumentalisation de l’immigration par les hommes politiques en période électorale et le recours à ce thème comme enjeu négatif. En outre, elle critique également l’utilisation de termes discriminants à l’égard des populations d’origine étrangère sur les affiches électorales.
En février 1982, le bureau d'Objectif 82, après l'adoption de la loi contre le racisme, rédige une pétition demandant le droit de vote pour les étrangers. Cette pétition est ensuite publiée dans certains journaux régionaux tels que La Cité, La Wallonie, Journal et Indépendance, mais pas dans La Libre et Le Soir qui n'ont pas répondu à leur appel. L'objectif est de sensibiliser l'opinion publique et de faire évoluer l'opinion des hommes politiques. La pétition est signée par une large partie de la société civile, incluant le monde économique, social, académique, culturel, politique et religieux.
Bien que la pétition n'ait pas l'effet escompté, elle contribue à placer les élections communales de 1982 à l'ordre du jour du mouvement.

## Controverses et débats
Face à l'initiative de l'Objectif 82 et à la proposition d'accorder des droits politiques aux étrangers résidant en Belgique, plusieurs critiques et obstacles ont émergé. Certains partis politiques ont exprimé leur désaccord avec l'extension des droits politiques aux étrangers, soutenant que seuls les citoyens nationaux devraient avoir le droit de participer aux élections. En particulier, certains responsables politiques de la communauté flamande se sont opposés à cette idée, soulignant que leur campagne électorale incluait des éléments visant à limiter l'immigration.
Une raison de cette opposition était la crainte que l'octroi du droit de vote aux résidents étrangers profite directement aux partis francophones, ce qui pourrait affaiblir les positions électorales des partis flamands à Bruxelles et dans sa périphérie.
Il y avait également une divergence d'opinions au sein de la population belge sur cette question. Certains soutenaient fermement l'initiative, tandis que d'autres la rejetaient catégoriquement. De plus, certaines personnes craignaient que l'octroi de droits politiques aux étrangers n'entrave l'intégration des immigrants, en créant des divisions au sein de la société et en favorisant le maintien de communautés isolées.

## Echec partiel
2 des 3 objectifs sont réalisés. Le lien entre le travail et l'engagement politique des immigrés s'est affaibli avec l'augmentation du chômage et de la précarité parmi cette population. L'argument en faveur du droit de vote des immigrés, initialement basé sur leur contribution économique, a perdu en impact en raison de la détérioration des conditions de l'emploi. Ce changement se reflète également dans l'évolution de la terminologie utilisée, passant de "travailleurs immigrés" à simplement "immigrés", ce qui met en évidence la diminution de la stabilité de l'emploi parmi les immigrés.

## Impact et suites

### Sécurité de séjour
En décembre 1980, la Belgique adopte la loi sur les conditions d'accès, de séjour et d'établissement des étrangers. Ce texte législatif représente une première étape vers une amélioration de la situation des migrants, selon les syndicats. Il garantit la sécurité de séjour et précise les règles d'expulsion, tout en offrant aux étrangers menacés d'expulsion la possibilité de faire appel de la décision. Cependant, la loi est critiquée pour ses lacunes, notamment en ce qui concerne les dispositions relatives au regroupement familial. La CSC souligne également le silence du texte sur les conditions d'entrée et d'obtention du permis de séjour.

### Loi contre le racisme
La FGTB et les associations réclamaient depuis 1966 l'adoption d'une loi réprimant les actes racistes et xénophobes. Ce n'est qu'en 1981 que la loi est finalement votée, après l'intervention de Philippe Moureaux, ministre socialiste de la Justice, qui reprend l'essence du projet initial et y apporte quelques changements.

### Le droit de vote
Le droit de vote des étrangers reste longtemps une question non résolue. Malgré l’échec partiel de l’objectif 82, un nouveau groupe similaire nommé « Objectif 88 » se forme en 1986-87 autour du Mouvement contre le Racisme, l'Antisémitisme et la Xénophobie (MRAX), connu sous le nom de "Droits Politiques pour tous". Le débat sur le droit de vote des étrangers devient le combat le plus long mené par les syndicats et les associations en Belgique, et ralenti par la complexité du système institutionnel du pays.
Entre les années 1970 et 1990, plusieurs projets et propositions de loi visant à étendre le droit de vote communal aux étrangers sont déposés au Parlement, mais aucune initiative ne parvient à aboutir à une réforme. En 1992, après des tentatives avortées, le Traité de Maastricht impose aux États membres d'accorder aux citoyens européens le droit de vote et d'éligibilité aux élections communales et européennes dans des conditions équivalentes à celles de leurs nationaux, laissant de côté la question des étrangers non-européens résidant en Belgique.
En 1997, après les funérailles de Loubna Benaïssa, une enfant marocaine découverte morte dans le cadre d’une enquête liée à l'affaire Dutroux, le Premier ministre belge Jean-Luc Dehaene (CVP) suggère d'envisager une intégration politique complète de tous les étrangers au niveau local, y compris les non-Européens.

#### Position des partis
Seuls Ecolo et Agalev (deux partis écologistes) défendent au Parlement les droits politiques locaux de tous les non-Belges, qu'ils soient Européens ou non. En 1997, ils sont rejoints par le PS et le PSC. Le PS et le PSC se positionnent en faveur tout comme le CVP et le PRL-FDF. La Volksunie, initialement hostile, évolue favorablement à l'extension du droit de vote, mais pas d'éligibilité, à tous les étrangers, à condition que la représentation des minorités flamandes en région bruxelloise et dans les communes à facilités soit garantie. En revanche, le VLD n’y est pas favorable.
Finalement, la réforme de l'article 8 de la Constitution est votée en 1998 par la majorité CVP-SP-PS-PSC avec le soutien du PRL-FDF. En janvier 1999, le Parlement vote la loi octroyant le droit de vote aux étrangers européens. Le nouvel article 8 de la Constitution ouvre également la voie à l'octroi du droit de vote aux étrangers non communautaires, dont les modalités doivent encore être fixées par le législateur.
L'accord de gouvernement de juillet 2003 prévoit de laisser au Parlement le soin de décider de l'extension du droit de vote aux ressortissants d'Europe de l'Est aux élections communales. Après de longs débats au Sénat et quelques controverses à la Chambre, une proposition de loi relativement minimale est adoptée en février 2004, accordant finalement le droit de vote aux étrangers non-européens au niveau local. Cependant, les conditions pour exercer ce droit sont strictes : ils ne sont pas éligibles, doivent être inscrits sur les listes électorales et s'engager à respecter la Constitution, les lois belges ainsi que la Convention européenne de sauvegarde des droits de l'homme et des libertés fondamentales.